# Pailón
Pailón – miasto w Boliwii, położone w środkowej części departamentu Santa Cruz.
Przez miasto przebiega droga krajowa RN4 i linia kolejowa.

## Demografia
.